# Dame-Marie, Eure
 Dame-Marie  là một xã thuộc tỉnh Eure trong vùng Normandie miền bắc nước Pháp.